# Janus Gulielmus
Janus Gulielmus, latinisiert aus Johannes Wilhelms / Ioannes Wilhelmi, (* 1555 in Lübeck; † 1584 in Bourges) war ein deutscher Philologe und Dichter.

## Leben und Wirken
Janus Gulielmus’ Eltern sind nicht bekannt. Sie starben, als ihr Sohn noch jung war. Er hatte einen Bruder namens Hermann Wilhelms. Nach dem frühen Tod seiner Eltern wurde er von Arnold Bonnus, dem Sohn des Lübecker Superintendenten Hermann Bonnus, unterstützt und gefördert. Sein Schwager war der Gelehrte Henricus Gerdovius.
Gulielmus besuchte vermutlich die Lübecker Lateinschule. Seine Lehrer sind nicht dokumentiert, aber zu ihnen gehörten wahrscheinlich Hermann Wippermann und Schulleiter Hiob Magdeburg. Im Januar 1575 schrieb er sich als Johannes Wilhelmus an der Universität Rostock ein. Er studierte zunächst Medizin und Jurisprudenz, legte den Schwerpunkt jedoch nach kurzer Zeit eindeutig auf römische Literatur. Zu seinen Lehrern gehörten Johannes Caselius, Friedrich Brucaeus, David Chytraeus und dessen Bruder Nathan. Hier schrieb er eine lateinische Abhandlung De magistratibus reipublicae Romanae, dum in libertate urbs fuit, libellus (Über die Staatsmänner der römischen Republik während der Zeit, als die Stadt frei war). Das der Hansestadt gewidmete Werk ging 1577 in Rostock in den Druck.
Gulielmus lebte danach wahrscheinlich zwischenzeitlich in Lübeck und setzte das Studium 1579 an der Universität Köln fort und gehörte dort der Kronenburse (Tricoronatum) an. Deren Präses Suffridus Petri hatte einen starken Einfluss auf Gulielmus und regte ihn an, sich mit Cicero zu beschäftigen. Sein Unterstützer Arnold Bonnus holte Gulielmus aus persönlichen Gründen zurück nach Lübeck. Während des dortigen Aufenthalts übertrug er die Phoenikerinnen von Euripides in lateinische Verse und gab diese 1579 in Rostock in den Druck. Dieselbe Offizin druckte 1580 die Heinrich Rantzau gewidmete Gedichtsammlung Rosae. Epigrammata.
Zwischen 1579 und 1581 konvertierte Gulielmus in Köln, wo er spätestens ab 1580 erneut lebte, vom evangelischen zum katholischen Glauben. Sein Glaubenswechsel traf in Lübeck offensichtlich auf Unverständnis. Damit könnte in Zusammenhang stehen, dass er der Bitte Arnold Bonnus', nach Lübeck zurückzukommen, nicht nachkam und stattdessen in Köln seine philologischen Studien fortsetzte. Das erste Werk, das dabei entstand, waren die Verisimilium libri tres, die Christoffel Plantijn 1582 in Antwerpen druckte. Gulielmus korrigierte und erläuterte darin komplizierte Texte zahlreicher römischer Autoren, darunter von Plautus, Terenz, Statius Caecilius, Pompeius Festus oder Aulus Gellius.
Im Frühjahr 1583 ging Gulielmus von Köln nach Paris zu Jacobus Cuiacius. Hier beschäftigte er sich mit Cicero und später mit Plautus. 1583 veröffentlichte er dort überlieferungsgeschichtliche und textkritische Arbeiten über Plautus’ Komödien. 1584 untersuchte er die Echtheit der mutmaßlich von Cicero stammenden Schrift Consolatio und erhielt dafür ein Lob von Justus Lipsius. Im Sommer 1584 wollte er die Bibliothek der Universität Bourges besuchen. Bei seiner Ankunft bekam er, vielleicht aufgrund der Tuberkulose, hohes Fieber und starb.

## Bedeutung
Gulielmus erstellte bedeutende philologische Studien, die als Überlieferungen und Textkritiken gedacht waren. Er wollte historische Texte, die schlechte Urteile erfahren hatten, zu einer neuen Bewertung führen und ihren ursprünglichen Wortsinn darstellen. Dazu gehörten insbesondere die drei Bücher Verisimilia und die Abhandlung Plautinae Quaestiones mit mehr als 300 Seiten. Janus Gruterus und Friedrich Taubmann bezogen diese in ihre Plautus-Edition mit ein.
Neben den gesamten Komödien Plautus’ beschäftigte sich Gulielmus in den Quaestiones mit weiteren lateinischen Autoren und Cicero, der ihn besonders interessierte. Er plante eine Edition von dessen Werke, studierte dafür umfangreich Handschriften und besuchte Bibliotheken, konnte das Werk aber nicht fertigstellen. Johannes Moller und Johann Henrich von Seelen dokumentierten, was mit diesen Vorarbeiten geschah, die Guilemus am Sterbebett in Frankreich seinem langjährigen Freund Augustin Kockert übergab: sie erlebten eine kleine Odyssee und erreichten Gruterus, der sie in seiner Cicero-Edition von 1618 verwendete, die in mehreren Auflagen erschien. Guliemus' Materialsammlung ging auch in die Edition von Ciceros Arbeiten von Jacobus Gronovius aus dem Jahr 1692 ein.
Gulielmus' Dichtungen waren geprägt von seinen philologischen Arbeiten. Zeitgenossen schätzten ihn nicht nur als Gelehrten, sondern auch als Poeten. Ein Zeichen hierfür ist, dass sich Caspar Conrad um eine Sammelausgaben von Gulielmus' Gedichten bemühte, die 1603 in Liegnitz gedruckt wurde.
Johannes Moller bezeichnete Gulielmus als den „erlesensten Kopf“, der jemals in Lübeck zur Welt gekommen sei. Von Seelen ordnete ihn und Johannes Kirchmann in die Gruppe der bedeutendsten klassischen Philologen ein, die aus der Hansestadt kamen. Er urteilte, dass ihn eher Auswärtige, und nicht Bürger der Stadt selbst, gelobt hätten. Mit Ausnahme des Glaubenswechsels sei ihm ausschließlich Anerkennung entgegenzubringen. Er zitierte in seinen kurzen Notizen, weitestgehend auf Moller Bezug nehmend, zahlreiche Gelehrte, darunter aus Flandern und Frankreich, die preisende Nachrufe auf Guliemus verfasst hatten.